# كريشنا راني
كريشنا راني (بالبنغالية: কৃষ্ণা রাণী) هي لاعبة كرة قدم بنغلاديشية، ولدت في 2001 في منطقة تانغيل ‏ في بنغلاديش.